# Nádasdy Ferenc (író)
Nádasdi gróf Nádasdy Ferenc (Pest, 1842. június 28. – Budapest, 1907. december 21.) vadász, vadgazdászati szakember, vadászati szakíró.

## Élete
Grófi családban született, de a hazai főnemesek korabeli szokásaitól eltérően középiskoláit egy nyilvános intézményben, a piarista gimnáziumban végezte. Később a budapesti tudományegyetem jogi karát végezte el, de a politikai életbe nemigen folyt bele, energiáit inkább hatalmas gazdaságainak mintaszerű vezetésére fordította. Sokat áldozott viszont közügyekre – templomokat, iskolákat építtetett, mert vagyona, hazafisága és főúri származása folytán e feladatot hivatásának érezte.
Gyerekkorától kezdve a vadászat rajongója volt, és élharcosa lett az 1848–49-es forradalom és szabadságharc után kialakult, rendkívül zavaros vadászati-vadgazdálkodási jogviszonyok rendezésének. Hosszú időn át lelkes és fáradhatatlan vezetője volt a vadászati ügyeknek, nemcsak maga köré gyűjtötte a vadászat híveit, de személyes varázsa révén együtt is tudta tartani őket. Méltatói szerint mintaképe volt az igazi, „nemes” vadásznak, több híres korabeli vadásztársaság tagja volt. Vadgazdának is kiváló volt, szakszerűen berendezett vadaskertje volt Bakonynánán, kiváló vadászterületei voltak Veszprém és Fejér vármegye mellett Arad vármegyében is.
A vadászat szinte minden módját kedvelte és űzte: nagyszabású agárdi vadászatai már az 1860-as években híresek voltak, ottani kastélya adott otthont az első hazai agancskiállításnak is. Agárdi birtokán kitűnő harrier falkája is volt, melyet 1880 körül oszlatott fel, amikor gyermekei neveltetése végett a fővárosba költözött; attól fogva főként a rákosi vadászatok, illetve az 1881-től évenként megrendezett budapesti vadászati kiállítások résztvevője, utóbbiak lelkes támogatója is volt.
Ő volt az 1881-ben megalakult Országos Magyar Vadászati Védegylet felállításának első kezdeményezője, az egylet létrejöttekor pedig – a tagok egyhangú szavazatával – alapító elnöke is, e tisztséget haláláig közmegelégedésre viselte. Az egylet egyik fő célja volt, hogy a törvényhozásban a kor legmodernebb, ugyanakkor szakmailag maximálisan megalapozott és időtálló vadászati törvényét tudják megalkotni; eredményességüket jelzi, hogy az 1883-ban megszületett jogszabály lényegében nyolc évtizeden át, 1961-ig hatályos maradt. Vadászati szakíróként is tevékenykedett, a Vadász- és Versenylap, illetve a Vadász Lap című újságokban megjelentetett kitűnő cikkeit „cserkésző” álnéven jegyezte.
1907. december 21-én Budapesten hunyt el, temetése december 24-én Agárdon zajlott. A nekrológjában írottak szerint méltó volt arra, hogy aranybetűkkel jegyezzék fel nevét a vadászat történetében, „hogy az utókor is megismerhesse, és tetteiben követhesse őt: a nemes vadász valódi mintaképét.

## Emlékezete
- Emlékét 2012. június 29. óta bronzszobor őrzi a Pilisi Parkerdő Zrt. budakeszi erdészeti székházának (volt Károlyi-kastélynak) kertjében, Monori Sebestyén alkotását Semjén Zsolt miniszterelnök-helyettes, és a család képviseletében Nádasdy Borbála avatta fel.
- Gróf Nádasdy Ferenc nevét őrzi a hazai vadásztársadalom egyik elismerése, a Gróf Nádasdy Ferenc Emlékplakett.
- Az Ipoly Erdő Zrt. őrá emlékezve szervezi meg évenkénti vadásztáborai egyikét a katalinpusztai erdei iskolában.